# The Vanishing of S.S. Willie
The Vanishing of S.S. Willie is een korte horrorfilm van ongeveer 10 minuten, uitgebracht op 1 januari 2024 door Night Signal Entertainment. De film, geschreven en geregisseerd door Nick Lives, maakt gebruik van de Amerikaanse publiek domein-status van de korte animatiefilm Steamboat Willie, waarin de vroegste versie van Mickey Mouse voorkomt.
De film werd vrijgegeven via een YouTube-kanaal op 1 januari 2024 en kreeg al snel veel media-aandacht van publicaties als Bloody Disgusting en Joblo.com omdat het de eerste uitgebrachte film is die afgeleid is van Steamboat Willie sinds de tekenfilm in het publiek domein terechtkwam.

## Verhaal
De film is gepresenteerd als een verloren gewaande documentaire uit 1928 en richt zich op het vermeende verdwijnen van het commerciële stoomschip The S.S. Willie in 1909. Het verhaal wordt ingeleid met de bewering dat een brand in de studio voorafgaand aan de première alle bekende filmprints vernietigde, waardoor het als verloren geschiedenis werd beschouwd. Hoewel de beweringen in de film fictief zijn, geeft het een found footage-achtige sfeer aan het werk.